# Летка (комуна)
Летка (рум. Letca) — комуна у повіті Селаж в Румунії. До складу комуни входять такі села (дані про населення за 2002 рік):
- Велішоара (53 особи)
- Козла (325 осіб)
- Кучулат (241 особа)
- Лемніу (482 особи)
- Летка (610 осіб) — адміністративний центр комуни
- Пуркерец (139 осіб)
- Топліца (148 осіб)
- Чула (142 особи)
- Шоймушень (104 особи)

Комуна розташована на відстані 381 км на північний захід від Бухареста, 34 км на північний схід від Залеу, 62 км на північ від Клуж-Напоки.

## Населення
За даними перепису населення 2002 року у комуні проживали 2244 особи.
Національний склад населення комуни:
| Національність | Кількість осіб | Відсоток |
| -------------- | -------------- | -------- |
| румуни         | 2213           | 98,6%    |
| цигани         | 26             | 1,2%     |
| угорці         | 5              | 0,2%     |

Рідною мовою назвали:
| Мова      | Кількість осіб | Відсоток |
| --------- | -------------- | -------- |
| румунська | 2239           | 99,8%    |
| угорська  | 5              | 0,2%     |

Склад населення комуни за віросповіданням:
| Релігія        | Кількість осіб | Відсоток |
| -------------- | -------------- | -------- |
| православні    | 2003           | 89,3%    |
| п'ятдесятники  | 115            | 5,1%     |
| греко-католики | 107            | 4,8%     |
| адвентисти     | 4              | 0,2%     |
| реформати      | 3              | 0,1%     |
| римо-католики  | 2              | 0,1%     |
| не релігійні   | 2              | 0,1%     |
| баптисти       | 1              | < 0,1%   |
| юдеї           | 1              | < 0,1%   |